# Ley del Cuidado de Salud a Bajo Precio

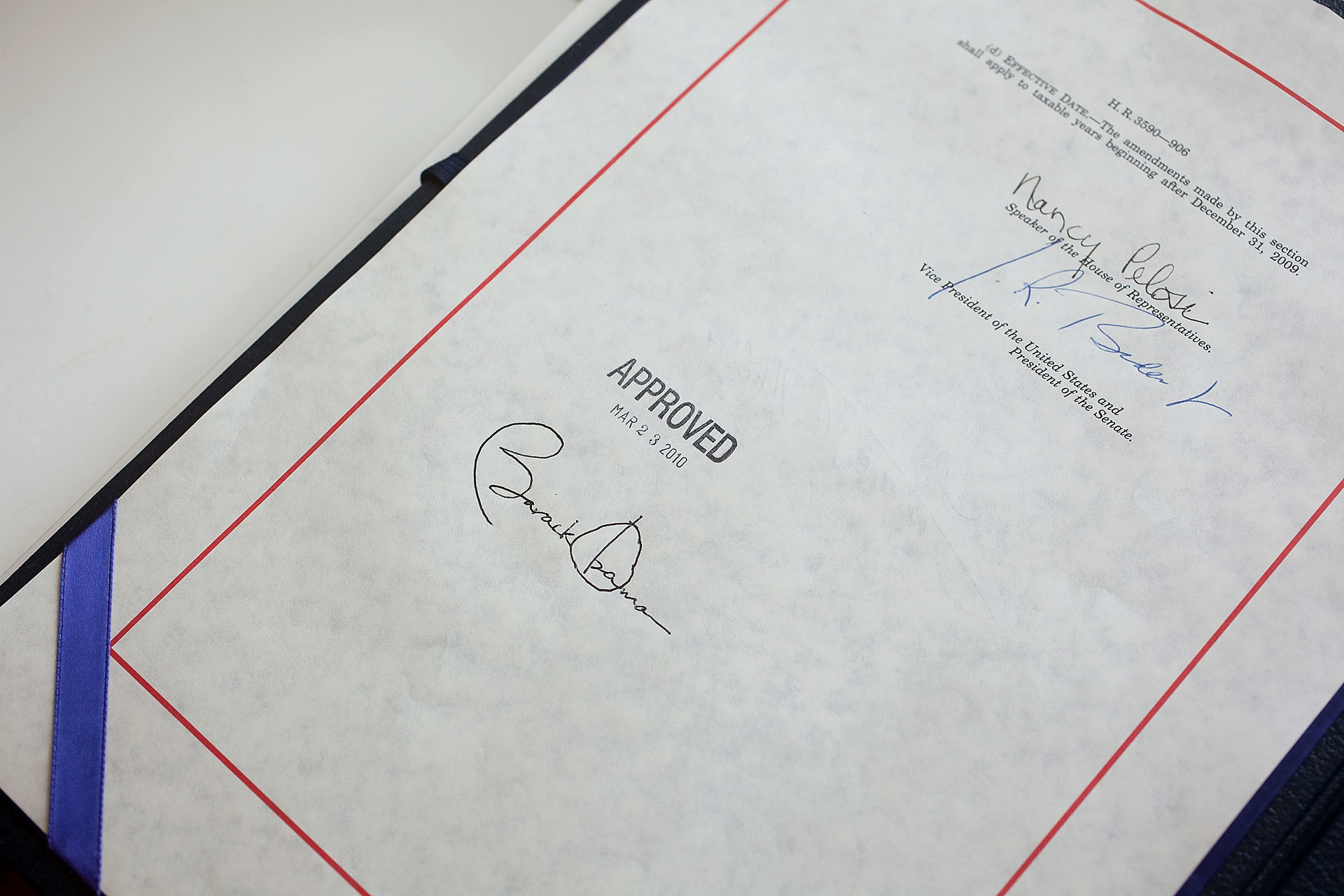
La firma del presidente Barack Obama en la Ley de Reforma de la Salud.

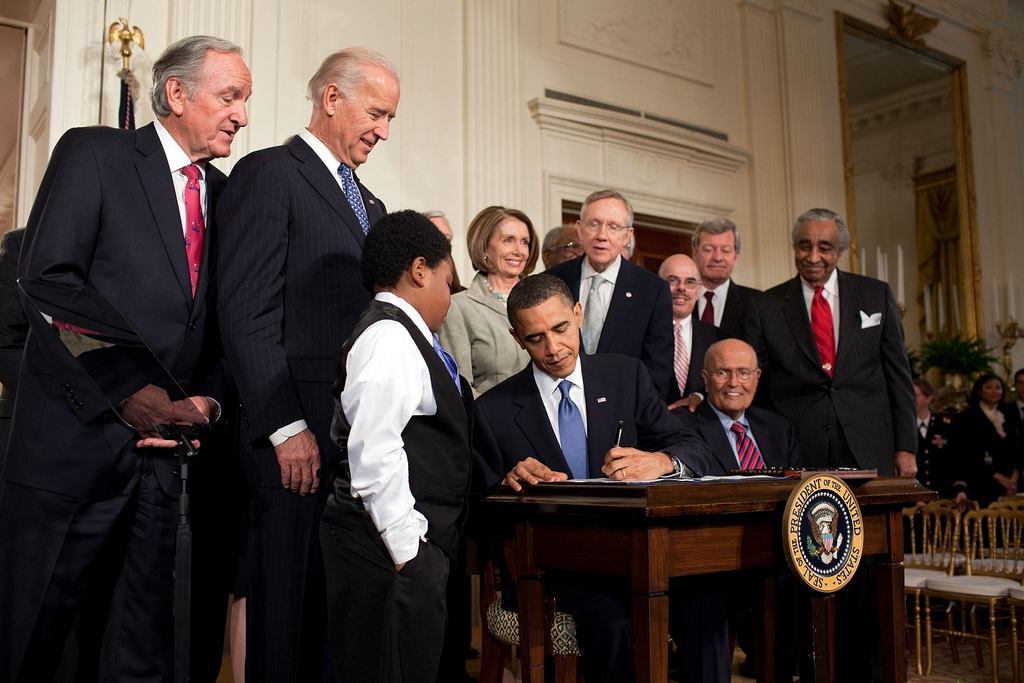
Barack Obama firmando la ley en la Casa Blanca

La Ley del Cuidado de Salud a Bajo Precio (en inglés: Affordable Care Act, abreviada ACA), formalmente conocido como la Ley de Protección al Paciente y Cuidado Asequible (en inglés: Patient Protection and Affordable Care Act, abreviada PPACA), y llamada Obamacare (Obamacuidados) por los medios estadounidenses y reforma sanitaria de Obama por los hispanohablantes, fue promulgada con carácter de ley por el presidente de los Estados Unidos Barack Obama el 23 de marzo de 2010. Junto con la Health Care and Education Affordability Reconciliation Act of 2010, esta ley es el resultado del programa de reforma de la salud del congreso con mayoría del Partido Demócrata y de la administración Obama.
La ley exige a la mayoría de los adultos no cubiertos por un plan sanitario, ya sea proporcionado por sus empleadores o patrocinado por el gobierno, que mantengan una cobertura, arriesgándose en caso contrario a ser penalizados con una multa.  Este tipo de exigencia es comúnmente llamada mandato individual. Quienes ganen por debajo del cuádruple del  umbral de pobreza  (US$92,200 al año para una familia compuesta por cuatro personas) recibirán créditos fiscales con el fin de subvencionar el pago del seguro de salud. La elegibilidad de Medicaid, el programa de salud de los Estados Unidos para personas de bajos recursos, se amplía para incluir a personas que ganen hasta el 133 % del umbral de pobreza. Sin embargo, debido a que Medicaid es administrado por cada estado, los mismos pueden optar, individualmente, por no ampliar dicho programa. La ley afecta a ciertos aspectos de la industria privada de los seguros de salud y los programas de salud públicos. Prohíbe a las compañías de seguros tener en cuenta condiciones preexistentes o el sexo, exigiéndoles otorgar cobertura a todos los solicitantes y a ofrecer las mismas tarifas sin importar su estado de salud o sexo. Además, esta ley busca ampliar la cobertura para incluir a 30 millones de estadounidenses no asegurados, gracias a sus subvenciones, la expansión de Medicaid y por un aumento previsto del número de seguros de salud suscritos con arreglo al llamado mandato individual. La Oficina Presupuestaria del Congreso de Estados Unidos proyecta que esta ley reducirá tanto los déficit futuros como los gastos de Medicare.
Esta ley había sido elaborada originalmente por el Senado como una alternativa a la Affordable Health Care for America Act, que había sido aprobada por la Cámara de Representantes dos meses antes, el 7 de noviembre. No obstante, tras el fallecimiento del senador Edward Kennedy y la conquista de dicho escaño por el republicano Scott Brown el 19 de enero de 2010, el Partido Demócrata había perdido su mayoría cualificada; y la Cámara de Representantes decidió aprobar la versión del Senado y enmendarla con un tercer proyecto de ley. Esto permitirá que el Senado apruebe las enmiendas mediante un procedimiento de reconciliación por mayoría simple.

## Antecedentes
El tema de la reforma del sistema de salud fue motivo de discusión durante la campaña de las elecciones primarias del Partido Demócrata en 2008; a medida que la competencia se intensificó, la atención pública se enfocó en las propuestas de los dos candidatos principales, los senadores Hillary Clinton y Barack Obama. Cada candidato proponía un plan para cubrir a los casi 45 millones de estadounidenses que se estima carecen de seguro de salud. Una diferencia sustancial entre los dos planes fue que Clinton proponía exigirle la contratación de cobertura a todos los estadounidenses, mientras que Obama proponía un subsidio pero no la creación de una exigencia directa.
Durante la campaña de las elecciones generales, entre Obama y el senador republicano John McCain había más discusiones por la guerra de Irak y la economía que por el tema de la salud. Sin embargo, tras la elección Obama anunció en una sesión plenaria del Congreso en febrero de 2009 que habría de iniciar un camino con el Congreso para lograr un plan de reforma del sistema de salud. En julio de 2009 una serie de proyectos de ley fueron aprobados por las comisiones de la Cámara de Representantes. Durante el receso parlamentario de agosto, muchos legisladores visitaron sus distritos y mantuvieron reuniones a nivel local para solicitar la opinión pública sobre las propuestas. Durante el receso de verano, las protestas organizadas por el Tea Party movement y muchos grupos conservadores apuntaron contra las reuniones locales para hacer oír su voz de oposición a la reforma propuesta. En respuesta a la oposición, el presidente Obama pronunció una alocución ante el Congreso para defender su reforma, y volvió a definir sus pautas. El 7 de noviembre la Cámara de Representantes aprobó la Affordable Health Care for America Act (H.R. 3962) por 220 votos contra 215 y la pasó al Senado para su aprobación. Pero el Senado no debatió este proyecto aprobado por los diputados, y en vez de ello retomó el proyecto de la H.R. 3590, referido a exenciones impositivas.
La Ley de Protección al Paciente y Cuidado de Salud Accesible fue aprobada por el Senado el 24 de diciembre de 2009 por 60 votos a favor y 39 en contra, y pasó a la Cámara de Representantes el 21 de marzo de 2010, donde recibió 219 votos a favor y 212 en contra; ningún representante republicano la votó en ninguna de las dos cámaras. Al momento de la votación, además, había 4 curules vacantes en la Cámara de Representantes.

## Repercusiones
A fines de junio de 2012, la Corte Suprema de los Estados Unidos ratificó la constitucionalidad de esta ley, por 5 votos contra 4, siendo decisivo el voto del juez John Roberts.
Sin embargo, se debe considerar lo mencionado por McKie, A (2012) quien cita a Salgado de Snyder and cols., mencionando que si se quiere reducir el efecto negativo que tiene la vulnerabilidad social sobre la salud de los inmigrantes mexicanos en los EE. UU., será necesario conocer en profundidad cuáles son los determinantes en su construcción y cómo es que se generan los procesos sociales que influyen directamente en la salud. Será importante diferenciar los problemas de salud en los tres momentos del proceso migratorio, es decir, en las comunidades de origen, en las áreas de tránsito y finalmente en los lugares de destino. El éxito de las políticas sociales y de los programas de promoción de la salud dependerá de comprender el contexto cambiante del proceso migratorio.
El presidente Donald Trump había sometido su proyecto de reforma penitenciaria en el inicio de su gobierno con la finalidad de derogar y reemplazar el Obamacare. En marzo de 2017, los republicanos de la Casa de Representantes no pudieron ponerse de acuerdo y el proyecto fracasó. El Partido Republicano ha retirado el proyecto de ley de Trump que debía reemplazar el actual sistema médico por falta de apoyos en la Cámara de Representantes. Sobre lo ocurrido en el Congreso, el analista y experto en Políticas Públicas, Geovanny Vicente Romero, opina que es el momento para que Trump se muestre como un "buen negociador" a la hora de promover su proyecto sanitario.

### Copias del proyecto de ley disponibles para descarga
- Plain Text or PDF formats of H.R. 3590, as engrossed or passed by the Senate and printed via Federal Digital System. Dec. 24
- The Patient Protection and Affordable Care Act, full text, summary, background, provisions and more, via Democratic Policy Committee (Senate.gov)
- Overview of H.R. 3590 (enlace roto disponible en Internet Archive; véase el historial, la primera versión y la última). under consideration (December 10, 2009) via THOMAS.
- Entry for H.R. 3590 at GovTrack.

### Novedades de la Oficina del Presupuesto del Congreso
- Patient Protection and Affordable Care Act, Incorporation of the Manager's Amendment, SA 3276 − December 19, 2009
  - Correction Regarding the Manager's Amendment to the Patient Protection and Affordable Care Act − December 20, 2009
- Base Analysis – H.R. 3590, Patient Protection and Affordable Care Act, − November 18, 2009.
↑ (The Additional and/or Related CBO reporting that follows can be accessed from the above link)
  - Budgetary Treatment of Proposals to Regulate Medical Loss Ratios − Dec. 13
  - Additional Information about Employment-Based Coverage − Dec. 7
  - Estimated Average Premiums Under Current Law − Dec. 5
  - An Analysis of Health Insurance Premiums Under the Patient Protection and Affordable Care Act − Nov. 30
  - Additional Information on CLASS Program Proposals − Nov. 25
  - Estimated Effects on the Status of the Hospital Insurance Trust Fund − Nov. 21
  - Estimated Effects on Medicare Advantage Enrollment and Benefits Not Covered by Medicare − Nov. 21
  - Estimated Distribution of Individual Mandate Penalties − Nov. 20
  - Analysis of Subsidies and Payments at Different Income Levels − Nov. 20

### Estimaciones de losCenters for Medicare and Medicaid Servicesacerca del impacto de la H.R. 3590
- Estimated Financial Effects of the "Patient Protection and Affordable Care Act of 2009," as Proposed by the Senate Majority Leader on November 18, 2009, 10 de diciembre de 2009
- Estimated Effects of the "Patient Protection and Affordable Care Act" on the Year of Exhaustion for the Part A Trust Fund, Part B Premiums, and Part A and Part B Coinsurance Amounts, 10 de diciembre de 2009

### Información complementaria acerca de la H.R. 3590
- Comparación de los proyectos del Senado y de la Cámara de Representantes. «Key Differences in the Health Care Plans». The New York Times. 19 de noviembre de 2009.
- Chris L. Peterson, A Comparative Analysis of Private Health Insurance Provisions of H.R. 3962 and S.Amdt. 2786 to H.R. 3590, Congressional Research Service, R40981, 16 de diciembre de 2009
- Ley de Protección al Paciente y Cuidado de Salud Accesible (Sustituto auspiciado por el Sen. Reid, D-Nevada y 3 coauspiciadores) Archivado el 7 de abril de 2022 en Wayback Machine.

### Información
- Asegura Tu Salud

- Datos: Q1414593
- Multimedia: Patient Protection and Affordable Care Act / Q1414593
- Noticias: Categoría:Ley de Protección al Paciente y Cuidado de Salud Asequible